# Charlie Edwards
Charlie Edwards est un boxeur anglais né le 8 février 1993 à Epsom.

## Carrière
Passé professionnel en 2015, il devient la même année champion britannique des poids mouches et en 2017 des poids super-mouches puis s'empare de la ceinture WBC de champion du monde des poids mouches aux dépens de Cristofer Rosales le 22 décembre 2018. Edwards conserve son titre le 23 mars 2019 en dominant aux points Angel Moreno avant de le laisser vacant le 4 octobre 2019.
En 2019 il est candidat de la deuxième saison de Celebs on the Farm.

## Référence
1. ↑  (en) 2018-12-22 : Cristofer Rosales 111¼ lbs lost to Charlie Edwards 111½ lbs by UD in round 12 of 12 (boxrec.com)